# Gare centrale de Glasgow
La gare centrale de Glasgow est une gare ferroviaire écossaise. C'est la plus grande des deux gares de grandes lignes de Glasgow. 
Elle est mise en service en 1879.
Elle est gérée par Network Rail.  C'est le terminus nord de la West Coast Main Line.

## Histoire
Lors de la période des fêtes de la fin de l'année 1994, des pluies torrentielles ont fait déborder la rivière Kelvin et le niveau bas fut complètement submergé. Il resta fermé plusieurs mois pendant sa remise en état. En 1998, un programme de rénovation étalé sur cinq ans fut engagé par Railtrack, et permit de refaire complètement le toit de la gare et ses aménagements intérieurs.
La dernière amélioration, achevée fin 2003, fut l'installation d'un nouvel affichage électronique des trains en partance. 

## Service des voyageurs

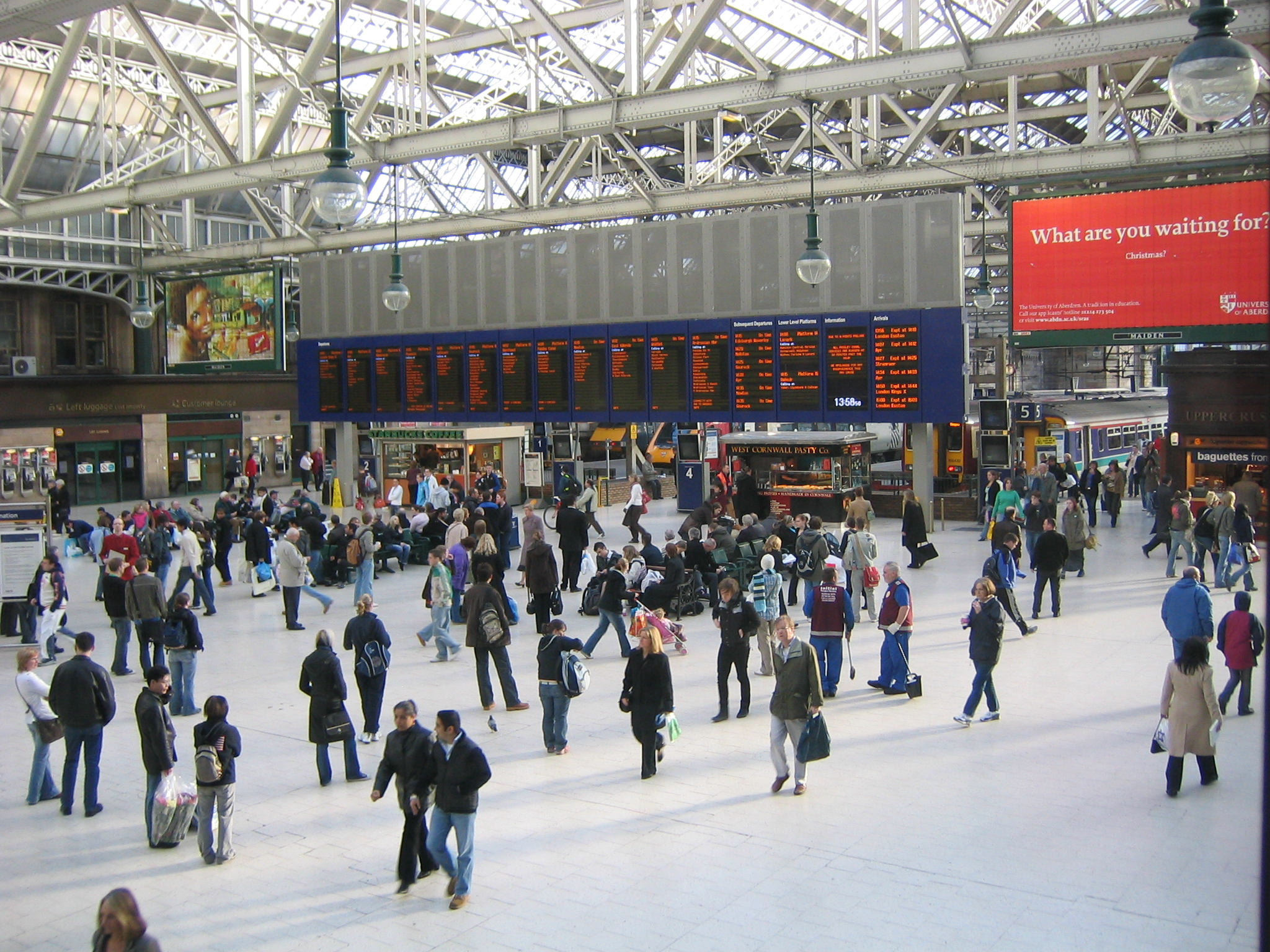
Gare centrale de Glasgow, le hall des pas perdus

### Accueil
La gare est sur deux niveaux, le niveau haut étant légèrement au-dessus du niveau de la rue, et le niveau bas souterrain. Le niveau haut comporte 14 quais couverts par un grand toit en acier rainuré. Ces quais sont numérotés 1 - 11, 11a et 12 - 13. Il comprend un vaste hall des pas perdus hébergeant divers commerces, points de vente alimentaires, guichets et une agence de voyages. La gare est bordée en façade sur Gordon Street par le Central Hotel, conçu par Robert Rowand Anderson.  Le bâtiment de la gare abrite également une longue rangée de boutiques et de bars sur le côté de Union Street.  Bien que cela ne soit pas évident pour le grand public, il y a aussi, creusés sous la gare, un ensemble étendu de galeries et de souterrains affectés à des parcs de stationnement et divers services.
Le trait architectural le plus connu de cette gare est un grand passage vitré qui surplombe Argyle Street, surnommé localement « Heilanman's Umbrella ». Cela viendrait d'une légende urbaine locale selon laquelle des Highlanders économes préféreraient s'abriter sous la passerelle plutôt que s'acheter un parapluie et s'aventurer sous la pluie.  Sous l' Umbrella se trouvent une série de boutiques et de bars ainsi que la boîte de nuit Arches.
Le niveau bas comporte un quai central desservi par la ligne Argyle du réseau ferroviaire suburbain de Glasgow.

### Desserte
Plusieurs compagnies desservent cette gare :
- Virgin Trains : vers Londres-Euston et le Nord-Ouest, les Midlands et le Sud de l'Angleterre,
- GNER : vers Édimbourg, Newcastle-upon-Tyne et Londres-King's Cross,
- First ScotRail : services internes à l'Écosse et trains de nuit vers Londres.